# 廉敬
廉敬，满洲镶黄旗人，清朝政治人物。
嘉庆二十年二月二十八，由直隶口北道道员升任廣西按察使。嘉庆二十年（1815日），召京。